# Giải bóng đá Ngoại hạng Scotland
Giải bóng đá ngoại hạng Scotland (tiếng Anh: Scottish Premier League hay SPL) từng là giải đấu cao nhất của các câu lạc bộ bóng đá Scotland. Giải được thành lập năm 1998 khi nó rút khỏi Scottish Football League (SFL). Giải bị hủy bỏ năm 2013,khi các đội của SPL & SFL sáp nhập trở thành hệ thống giải Scottish Professional Football League, với giải đấu cao nhất là Scottish Premiership. Tổng cộng đã có 9 câu lạc bộ tham dự SPL, nhưng chỉ có hai câu lạc bộ Old Firm là Celtic và Rangers từng giành chức vô địch.

## Các câu lạc bộ thành viên
Các câu lạc bộ đang thi đấu tại giải bóng đá ngoại hạng Scotland. Tên in nghiêng là các câu lạc bộ thi đấu ở mùa giải đầu tiên 1998/1999
| Club                 | City/Town   |
| -------------------- | ----------- |
| Aberdeen             | Aberdeen    |
| Celtic               | Glasgow     |
| Dundee               | Dundee      |
| Dundee United        | Dundee      |
| Dunfermline Athletic | Dunfermline |
| Falkirk              | Falkirk     |
| Gretna               | Gretna      |
| Hamilton Academical  | Hamilton    |
| Heart of Midlothian  | Edinburgh   |
| Hibernian            | Edinburgh   |
| Inverness CT         | Inverness   |
| Kilmarnock           | Kilmarnock  |
| Livingston           | Livingston  |
| Motherwell           | Motherwell  |
| Partick Thistle      | Glasgow     |
| Rangers              | Glasgow     |
| Ross County          | Dingwall    |
| St Johnstone         | Perth       |
| St Mirren            | Paisley     |

## Danh sách các đội vô địch

### Scottish Football League (1890–1975)
| Năm     | Vô địch (số lần)                                | Hạng nhì                                        | Vua phá lưới                                                  |
| ------- | ----------------------------------------------- | ----------------------------------------------- | ------------------------------------------------------------- |
| 1890-91 | Dumbarton / Rangers (1)                         | Celtic                                          | John Bell (Dumbarton) (20)                                    |
| 1891-92 | Dumbarton (2)                                   | Celtic                                          | John Bell (Dumbarton) (23)                                    |
| 1892-93 | Celtic (1)                                      | Rangers                                         | Sandy McMahon (Celtic) and John Campbell (Celtic) (11)        |
| 1893-94 | Celtic (2)                                      | Hearts                                          | Sandy McMahon (Celtic) (16)                                   |
| 1894-95 | Hearts (1)                                      | Celtic                                          | James Miller (Clyde) (12)                                     |
| 1895-96 | Celtic (3)                                      | Rangers                                         | Allan Martin (Celtic) (19)                                    |
| 1896-97 | Hearts (2)                                      | Hibernian                                       | William Taylor (Hearts) (12)                                  |
| 1897-98 | Celtic (4)                                      | Rangers                                         | Robert C.Hamilton (Rangers) (18)                              |
| 1898-99 | Rangers (2)                                     | Hearts                                          | Robert C.Hamilton (Rangers) (25)                              |
| 1899-00 | Rangers (3)                                     | Celtic                                          | Robert C.Hamilton (Rangers) và William Michael (Hearts)(15)   |
| 1900-01 | Rangers (4)                                     | Celtic                                          | Robert C.Hamilton (Rangers) (20)                              |
| 1901-02 | Rangers (5)                                     | Celtic                                          | William Maxwell (Third Lanark) (10)                           |
| 1902-03 | Hibernian (1)                                   | Dundee                                          | David Reid (Hibernian) (14)                                   |
| 1903-04 | Third Lanark (1)                                | Hearts                                          | Robert C.Hamilton (Rangers) (28)                              |
| 1904-05 | Celtic (5)                                      | Rangers                                         | Robert C.Hamilton (Rangers) và Jimmy Quinn (Celtic) (19)      |
| 1905-06 | Celtic (6)                                      | Hearts                                          | Jimmy Quinn (Celtic) (20)                                     |
| 1906-07 | Celtic (7)                                      | Dundee                                          | Jimmy Quinn (Celtic) (29)                                     |
| 1907-08 | Celtic (8)                                      | Falkirk                                         | John Simpson (Falkirk) (32)                                   |
| 1908-09 | Celtic (9)                                      | Dundee                                          | John Hunter (Dundee) (29)                                     |
| 1909-10 | Celtic (10)                                     | Falkirk                                         | Jimmy Quinn (Celtic) và John Simpson (Falkirk) (24)           |
| 1910-11 | Rangers (6)                                     | Aberdeen                                        | Willie Reid (Rangers) (38)                                    |
| 1911-12 | Rangers (7)                                     | Celtic                                          | Willie Reid (Rangers) (33)                                    |
| 1912-13 | Rangers (8)                                     | Celtic                                          | James Reid (Airdrieonians) (30)                               |
| 1913-14 | Celtic (11)                                     | Rangers                                         | James Reid (Airdrieonians) (27)                               |
| 1914-15 | Celtic (12)                                     | Hearts                                          | Tom Gracie (Hearts) và James Richardson (Ayr) (29)            |
| 1915-16 | Celtic (13)                                     | Rangers                                         | James McColl (Celtic) (34)                                    |
| 1916-17 | Celtic (14)                                     | Morton                                          | Bert Yarnall (Airdrieonians) (39)                             |
| 1917-18 | Rangers (9)                                     | Celtic                                          | Hugh Ferguson (Motherwell) (35)                               |
| 1918-19 | Celtic (15)                                     | Rangers                                         | David McLean (Rangers) (29)                                   |
| 1919-20 | Rangers (10)                                    | Celtic                                          | Hugh Ferguson (Motherwell) (33)                               |
| 1920-21 | Rangers (11)                                    | Celtic                                          | Hugh Ferguson (Motherwell) (43)                               |
| 1921-22 | Celtic (16)                                     | Rangers                                         | Duncan Walker (St. Mirren) (45)                               |
| 1922-23 | Rangers (12)                                    | Airdrie                                         | John White (Hearts) (30)                                      |
| 1923-24 | Rangers (13)                                    | Airdrie                                         | David Halliday (Dundee) (38)                                  |
| 1924-25 | Rangers (14)                                    | Airdrie                                         | Willie Devlin (Cowdenbeath) (33)                              |
| 1925-26 | Celtic (17)                                     | Airdrie                                         | Willie Devlin (Cowdenbeath) (40)                              |
| 1926-27 | Rangers (15)                                    | Motherwell                                      | Jimmy McGrory (Celtic) (49)                                   |
| 1927-28 | Rangers (16)                                    | Celtic                                          | Jimmy McGrory (Celtic) (47)                                   |
| 1928-29 | Rangers (17)                                    | Celtic                                          | Evelyn Morrison (Falkirk) (43)                                |
| 1929-30 | Rangers (18)                                    | Motherwell                                      | Benny Yorston (Aberdeen) (38)                                 |
| 1930-31 | Rangers (19)                                    | Celtic                                          | Barney Battles (Hearts) (44)                                  |
| 1931-32 | Motherwell (1)                                  | Rangers                                         | Willie MacFadyen (Motherwell) (52)                            |
| 1932-33 | Rangers (20)                                    | Motherwell                                      | Willie MacFadyen (Motherwell) (45)                            |
| 1933-34 | Rangers (21)                                    | Motherwell                                      | Jimmy Smith (Rangers) (41)                                    |
| 1934-35 | Rangers (22)                                    | Celtic                                          | Jimmy Smith (Rangers) (36)                                    |
| 1935-36 | Celtic (18)                                     | Rangers                                         | Jimmy McGrory (Celtic) (50)                                   |
| 1936-37 | Rangers (23)                                    | Aberdeen                                        | David Wilson (Hamilton) (34)                                  |
| 1937-38 | Celtic (19)                                     | Hearts                                          | Andy Black (Hearts) (40)                                      |
| 1938-39 | Rangers (24)                                    | Celtic                                          | Alex Venters (Rangers) (35)                                   |
| 1940-46 | Không tổ chức vì Chiến tranh thế giới lần thứ 2 | Không tổ chức vì Chiến tranh thế giới lần thứ 2 | Không tổ chức vì Chiến tranh thế giới lần thứ 2               |
| 1946-47 | Rangers (25)                                    | Hibernian                                       | Bobby Mitchell (Third Lanark) (22)                            |
| 1947-48 | Hibernian (2)                                   | Rangers                                         | Archie Aikman (Falkirk) (20)                                  |
| 1948-49 | Rangers (26)                                    | Dundee                                          | Alexander Stott (Dundee) (30)                                 |
| 1949-50 | Rangers (27)                                    | Hibernian                                       | Willie Bauld (Hearts) (30)                                    |
| 1950-51 | Hibernian (3)                                   | Rangers                                         | Lawrie Reilly (Hibernian) (22)                                |
| 1951-52 | Hibernian (4)                                   | Rangers                                         | Lawrie Reilly (Hibernian) (27)                                |
| 1952-53 | Rangers (28)                                    | Hibernian                                       | Lawrie Reilly (Hibernian) và Charles Fleming (East Fife) (30) |
| 1953-54 | Celtic (20)                                     | Hearts                                          | Jimmy Wardhaugh (Hearts) (27)                                 |
| 1954-55 | Aberdeen (1)                                    | Celtic                                          | Willie Bauld (Hearts) (21)                                    |
| 1955-56 | Rangers (29)                                    | Aberdeen                                        | Jimmy Wardhaugh (Hearts) (28)                                 |
| 1956-57 | Rangers (30)                                    | Hearts                                          | Hugh Baird (Airdrieonians) (33)                               |
| 1957-58 | Hearts (3)                                      | Rangers                                         | Jimmy Wardhaugh (Hearts) và Jimmy Murray (28)                 |
| 1958-59 | Rangers (31)                                    | Hearts                                          | Joe Baker (Hibernian) (25)                                    |
| 1959-60 | Hearts (4)                                      | Kilmarnock                                      | Joe Baker (Hibernian) (42)                                    |
| 1960-61 | Rangers (32)                                    | Kilmarnock                                      | Alex Harley (Third Lanark) (42)                               |
| 1961-62 | Dundee (1)                                      | Rangers                                         | Alan Gilzean (Dundee) (24)                                    |
| 1962-63 | Rangers (33)                                    | Kilmarnock                                      | Jimmy Millar (Rangers) (27)                                   |
| 1963-64 | Rangers (34)                                    | Kilmarnock                                      | Alan Gilzean (Dundee) (32)                                    |
| 1964-65 | Kilmarnock (1)                                  | Hearts                                          | Jim Forrest (Rangers) (30)                                    |
| 1965-66 | Celtic (21)                                     | Rangers                                         | Joe McBride (Celtic) và Alex Ferguson (Dunfermline) (31)      |
| 1966-67 | Celtic (22)                                     | Rangers                                         | Stevie Chalmers (Celtic) (21)                                 |
| 1967-68 | Celtic (23)                                     | Rangers                                         | Bobby Lennox (Celtic) (32)                                    |
| 1968-69 | Celtic (24)                                     | Rangers                                         | Kenneth Cameron (Dundee United) (26)                          |
| 1969-70 | Celtic (25)                                     | Rangers                                         | Colin Stein (Rangers) (24)                                    |
| 1970-71 | Celtic (26)                                     | Aberdeen                                        | Harry Hood (Celtic) (22)                                      |
| 1971-72 | Celtic (27)                                     | Aberdeen                                        | Joe Harper (Aberdeen) (33)                                    |
| 1972-73 | Celtic (28)                                     | Rangers                                         | Alan Gordon (Hibernian) (27)                                  |
| 1973-74 | Celtic (29)                                     | Hibernian                                       | John "Dixie" Deans (Celtic) (26)                              |
| 1974-75 | Rangers (35)                                    | Hibernian                                       | Andy Gray và Willie Pettigrew (Motherwell) (20)               |

### Scottish Premier Division (1976–1998)
| Năm     | Vô địch (số lần)  | Hạng nhì   | Vua phá lưới                                             |
| ------- | ----------------- | ---------- | -------------------------------------------------------- |
| 1975-76 | Rangers (36)      | Celtic     | Kenny Dalglish (Celtic) (24)                             |
| 1976-77 | Celtic (30)       | Rangers    | Willie Pettigrew (Motherwell) (21)                       |
| 1977-78 | Rangers (37)      | Aberdeen   | Derek Johnstone (Rangers) (25)                           |
| 1978-79 | Celtic (31)       | Rangers    | Andy Ritchie (Morton) (22)                               |
| 1979-80 | Aberdeen (2)      | Celtic     | Douglas Somner (St. Mirren) (25)                         |
| 1980-81 | Celtic (32)       | Aberdeen   | Frank McGarvey (Celtic) (23)                             |
| 1981-82 | Celtic (33)       | Aberdeen   | George McCluskey (Celtic) (21)                           |
| 1982-83 | Dundee United (1) | Celtic     | Charlie Nicholas (Celtic) (29)                           |
| 1983-84 | Aberdeen (3)      | Celtic     | Brian McClair (Celtic) (23)                              |
| 1984-85 | Aberdeen (4)      | Celtic     | Frank McDougall (Aberdeen) (22)                          |
| 1985-86 | Celtic (34)       | Hearts     | Ally McCoist (Rangers) (24)                              |
| 1986-87 | Rangers (38)      | Celtic     | Brian McClair (Celtic) (35)                              |
| 1987-88 | Celtic (35)       | Hearts     | Tommy Coyne (Dundee) (33)                                |
| 1988-89 | Rangers (39)      | Aberdeen   | Mark McGhee (Celtic) và Charlie Nicholas (Aberdeen) (16) |
| 1989-90 | Rangers (40)      | Aberdeen   | John Robertson (Hearts) (17)                             |
| 1990-91 | Rangers (41)      | Aberdeen   | Tommy Coyne (Celtic) (18)                                |
| 1991-92 | Rangers (42)      | Hearts     | Ally McCoist (Rangers) (34)                              |
| 1992-93 | Rangers (43)      | Aberdeen   | Ally McCoist (Rangers) (34)                              |
| 1993-94 | Rangers (44)      | Aberdeen   | Mark Hateley (Rangers) (22)                              |
| 1994-95 | Rangers (45)      | Motherwell | Tommy Coyne (Motherwell) (16)                            |
| 1995-96 | Rangers (46)      | Celtic     | Pierre van Hooijdonk (Celtic) (26)                       |
| 1996-97 | Rangers (47)      | Celtic     | Jorge Cadete (Celtic) (25)                               |
| 1997-98 | Celtic (36)       | Rangers    | Marco Negri (Rangers) (32)                               |

### Scottish Premier League (1999-nay)
| Năm     | Vô địch (số lần) | Hạng nhì            | Vua phá lưới                 |
| ------- | ---------------- | ------------------- | ---------------------------- |
| 1998-99 | Rangers (48)     | Celtic              | Henrik Larsson (Celtic) (29) |
| 1999-00 | Rangers (49)     | Celtic              | Mark Viduka (Celtic) (25)    |
| 2000-01 | Celtic (37)      | Rangers             | Henrik Larsson (Celtic) (35) |
| 2001-02 | Celtic (38)      | Rangers             | Henrik Larsson (Celtic) (29) |
| 2002-03 | Rangers (50)     | Celtic              | Henrik Larsson (Celtic) (28) |
| 2003-04 | Celtic (39)      | Rangers             | Henrik Larsson (Celtic) (30) |
| 2004-05 | Rangers (51)     | Celtic              | John Hartson (Celtic) (25)   |
| 2005-06 | Celtic (40)      | Heart of Midlothian | Kris Boyd (Rangers) (32)     |
| 2006-07 | Celtic (41)      | Rangers             | Kris Boyd (Rangers) (19)     |
| 2007-08 | Celtic (42)      | Rangers             | Scott McDonald (Celtic) (25) |
| 2008-09 | Rangers (52)     | Celtic              | Kris Boyd (Rangers) (27)     |
| 2009-10 | Rangers (53)     | Celtic              | Kris Boyd (Rangers) (23)     |
| 2010-11 | Rangers (54)     | Celtic              |                              |
| 2011-12 | Celtic (43)      | Rangers             |                              |
| 2012-13 | Celtic (44)      | Motherwell          |                              |

## Tổng kết
| Số lần vô địch | Câu lạc bộ          |
| -------------- | ------------------- |
| 54             | Rangers             |
| 44             | Celtic              |
| 4              | Aberdeen            |
| 4              | Hibernian           |
| 4              | Heart of Midlothian |
| 2              | Dumbarton           |
| 1              | Dundee              |
| 1              | Dundee United       |
| 1              | Kilmarnock          |
| 1              | Motherwell          |
| 1              | Third Lanark        |